# Saint-Cyprien (Lot)
Saint-Cyprien è un comune francese di 313 abitanti situato nel dipartimento del Lot nella regione dell'Occitania.

## Società

### Evoluzione demografica
Abitanti censiti